# Ван ден Босх, Ипполит
Ипполит Герард Ван ден Босх (нидерл. Hypoliet Geraard Van den Bosch; 30 апреля 1926, Брюссель, Бельгия — 1 декабря 2011) — бельгийский футболист и тренер.

## Биография
В качестве футболиста получил известность благодаря выступлениям за «Андерлехт». Несколько лет он являлся его лидером нападения. В составе команды ван ден Босх становился чемпионом Бельгии, а по итогам сезона 1953/1954 он, помимо выигранного золота, стал лучшим бомбардиром турнира. По итогам удачного сезона форвард вошел в состав сборной страны для участия в ЧМ-1954 в Швейцарии. На мундиале ван ден Босх провел один матч против Италии (1:4). Всего за «красных дьяволов» нападающий провел восемь матчей и забил два гола.
После завершения карьеры некоторое время работал тренером. Один сезон ван ден Босх возглавлял «Андерлехт» (вместе с ним взял Кубка Бельгии и Кубок лиги), а позднее являлся наставником сборной Венесуэлы.

## Достижения

### Футболиста
- Чемпион Бельгии (4): 1946/47, 1953/54, 1954/55, 1955/56.

### Тренера
- Обладатель Кубка Бельгии (1): 1972/73.
- Обладатель Кубка Бельгийской лиги (1): 1973.

### Личные
- Лучший бомбардир чемпионата Бельгии (1): 1953/54.